# Hedera pastuchowii
Hedera pastuchowii, és una espècie d'heura que és planta nativa de Transcaucàsia oriental.
És una liana llenyosa de fulla persistent que creix en boscos mixts i pot arribar a fer de 20 a 30 m de llargada.
Les fulles fan 10–12 cm × 6–9 cm, sovint arrodonides i rarament el·líptiques o lobades.
És una espècie relicta del Gran Caucas (regions de Balakan, Zagatala, Gakh, Sheki i Khachmaz), Muntanyes Talix (Astara, Lankaran, Masalli regions). Azerbaijan - Transcaucàsia, Iran.